# Жимель-ле-Каскад
Жиме́ль-ле-Каска́д (фр. Gimel-les-Cascades, окс. Gimel) — коммуна во Франции, находится в регионе Лимузен. Департамент — Коррез. Входит в состав кантона Тюль-Кампань-Сюд. Округ коммуны — Тюль.
Код INSEE коммуны — 19085.
Коммуна расположена приблизительно в 400 км к югу от Парижа, в 80 км юго-восточнее Лиможа, в 8 км к северо-востоку от Тюля.

## Население
Население коммуны на 2008 год составляло 704 человека.
| 1962 | 1968 | 1975 | 1982 | 1990 | 1999 | 2008 |
| ---- | ---- | ---- | ---- | ---- | ---- | ---- |
| 601  | 558  | 494  | 553  | 655  | 630  | 704  |

## Экономика
В 2007 году среди 458 человек в трудоспособном возрасте (15-64 лет) 350 были экономически активными, 108 — неактивными (показатель активности — 76,4 %, в 1999 году было 73,0 %). Из 350 активных работали 336 человек (177 мужчин и 159 женщин), безработных было 14 (6 мужчин и 8 женщин). Среди 108 неактивных 34 человека были учениками или студентами, 48 — пенсионерами, 26 были неактивными по другим причинам.

## Достопримечательности
- Церковь Сен-Парду (XIV—XV века). Памятник истории с 2009 года[3]
- Руины церкви Сент-Этьен-де-Брагюз (XII век). Памятник истории с 1926 года[4]
- Руины замка Ла-Рош-От
- Водопад Жимель[фр.]

## Фотогалерея

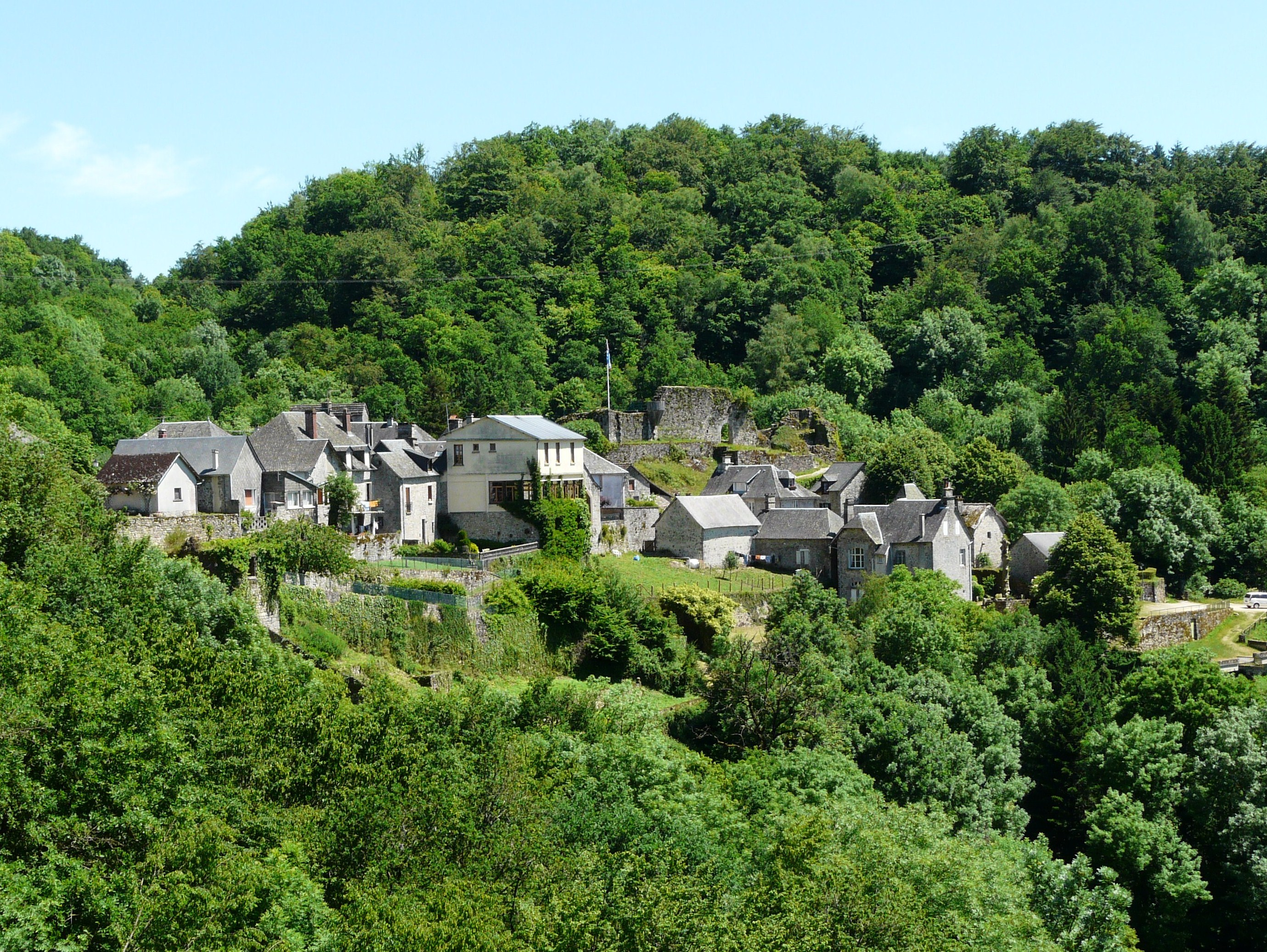
Жимель-ле-Каскад
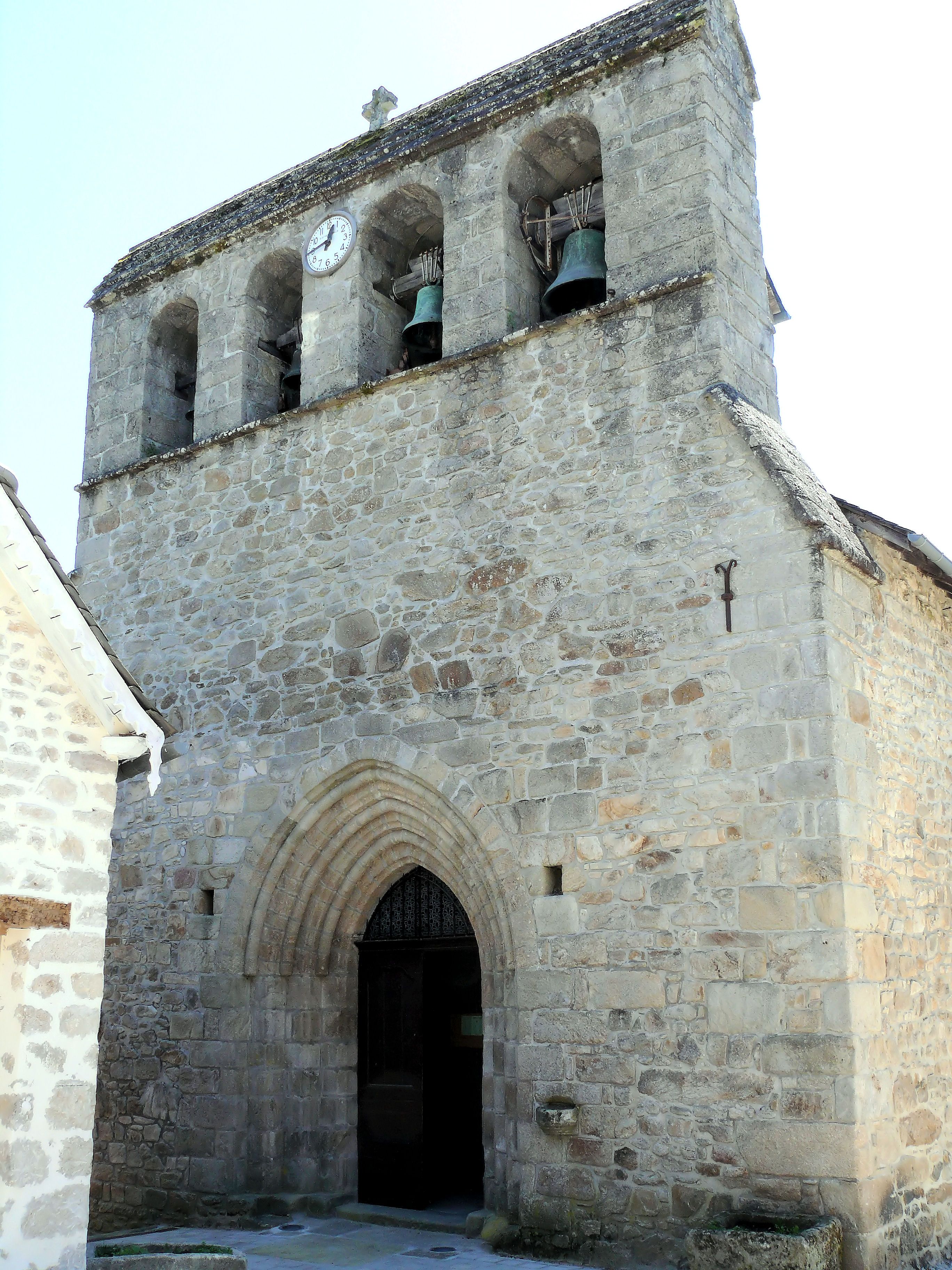
Церковь Сен-Парду
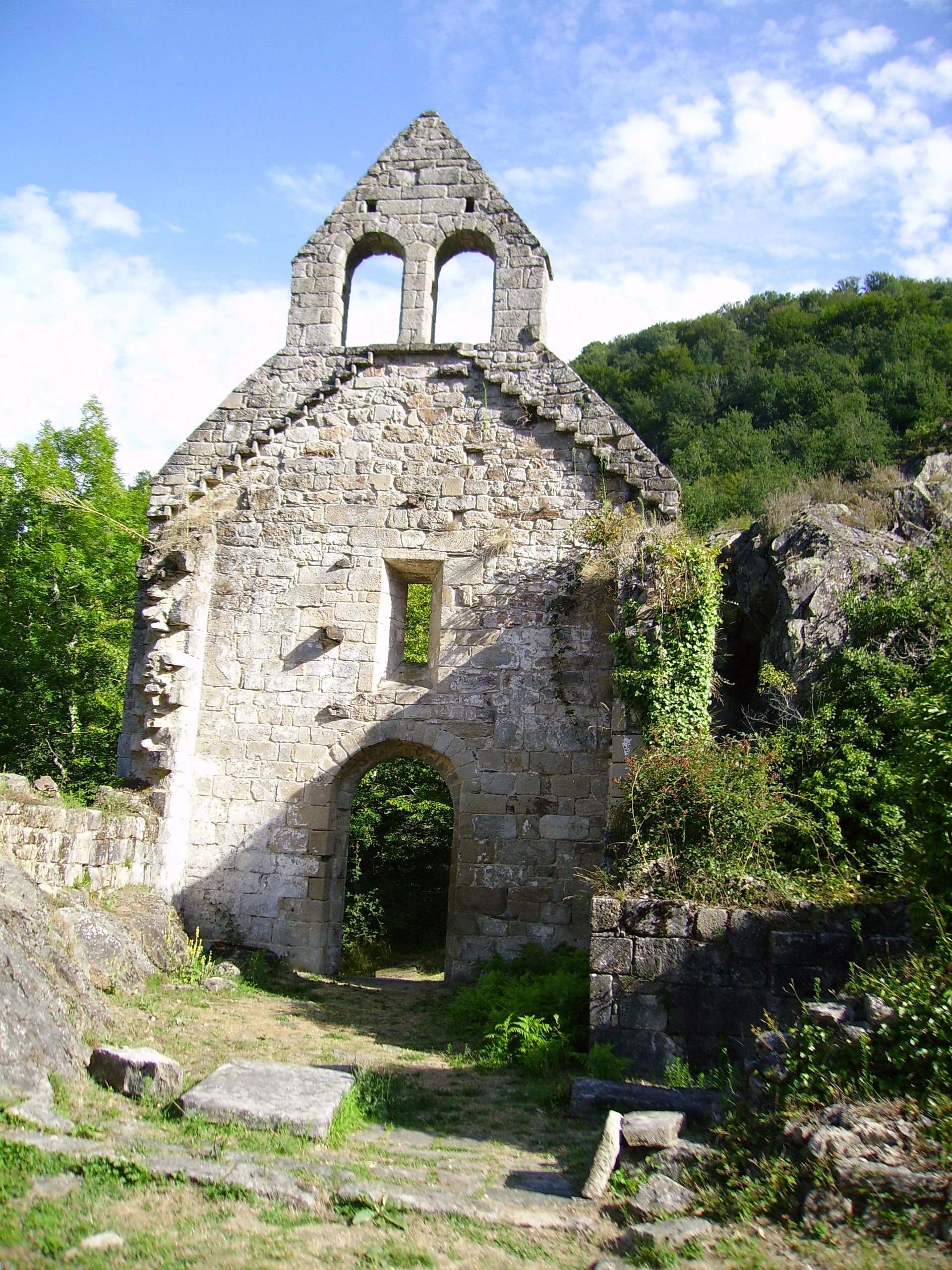
Руины церкви Сент-Этьен-де-Брагюз
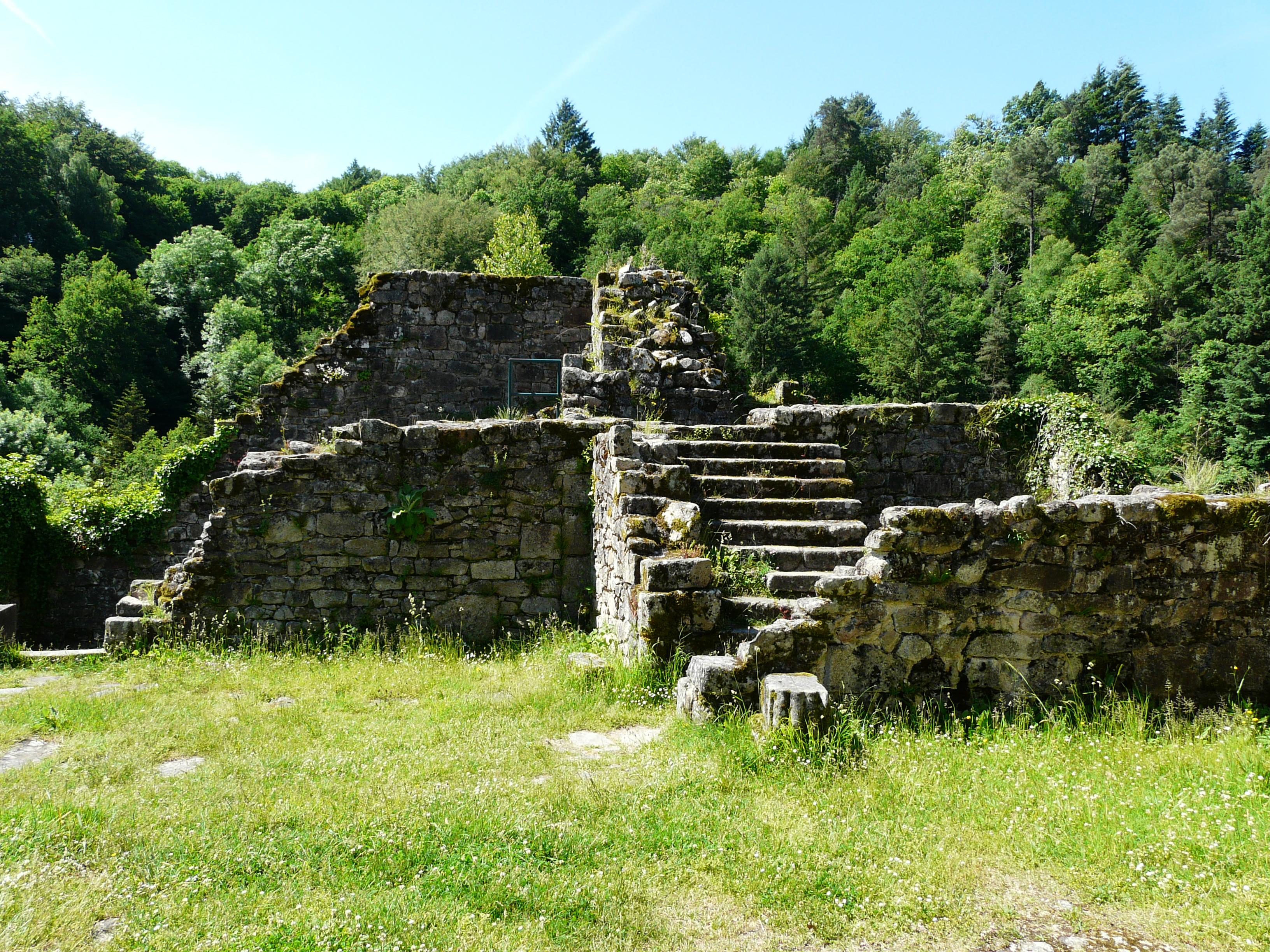
Руины замка Ла-Рош-От